# Ролл, Яков Владимирович
Яков Владимирович Ролл (21 октября [2 ноября] 1887, Луганск, Екатеринославская губерния — 3 ноября 1961) — советский гидробиолог и ботаник, член-корреспондент АН УССР (с 1939 года), Заслуженный деятель науки УССР.

## Биография
Родился 21 октября (2 ноября) 1887 года в Луганске.
Окончил Харьковский университет. В 1915—1930 годах преподаватель Харьковского лесохозяйственного и сельскохозяйственного института (с 1920 года — профессор); с 1934 года работал на Гидробиологической станции в Киеве, преобразованной в 1939 году в Институт гидробиологии АН УССР. Яков Ролл был его первым директором от 1940 по 1959 год и одновременно профессором Киевского лесохозяйственного института и Киевского университета.
Умер 3 ноября 1961 года. Похоронен в Киеве на Лукьяновском кладбище (участок № 17).

## Научная деятельность
Опубликовал более 80 работ; исследовал флору пресноводных водорослей и фитопланктон рек Украины. Занимался также разработкой методики прогноза биологического режима вновь созданных водохранилищ.